# ملادونوویتسه (منطقه تربیچ)
ملادونوویتسه (به چکی: Mladoňovice) یک منطقهٔ مسکونی در جمهوری چک است که در منطقه تربیچ واقع شده‌است.
 ملادونوویتسه ۹٫۹۶ کیلومتر مربع مساحت و ۳۷۶ نفر جمعیت دارد و ۴۵۲ متر بالاتر از سطح دریا واقع شده‌است.